# Okręgowe rozgrywki w piłce nożnej woj. olsztyńskiego, elbląskiego i suwalskiego (1992/1993)
Drużyny z województwa olsztyńskiego, elbląskiego i suwalskiego występujące w ligach centralnych i makroregionalnych:
- I liga – brak
- II liga – Stomil Olsztyn
- III liga – Jeziorak Iława, Wigry Suwałki, Orlęta Reszel, Pomezania Malbork, Warmia Olsztyn, Rodło Kwidzyn, Polonia Elbląg

Rozgrywki okręgowe:
- OZPN Olsztyn:

- - Klasa okręgowa (IV poziom rozgrywkowy)
  - Klasa A - 2 grupy (V poziom rozgrywkowy)
  - Klasa B - podział na grupy (VI poziom rozgrywkowy)
  - klasa C - podział na grupy (VII poziom rozgrywkowy)

- OZPN Elbląg:

- - Klasa okręgowa (IV poziom rozgrywkowy)
  - Klasa A - 2 grupy (V poziom rozgrywkowy)
  - klasa B - podział na grupy (VI poziom rozgrywkowy)
  - klasa C - podział na grupy (VII poziom rozgrywkowy)

- OZPN Suwałki:

- - Klasa okręgowa (IV poziom rozgrywkowy)
  - Klasa A (V poziom rozgrywkowy)

## OZPN Olsztyn

### Klasa okręgowa
| Poz. | Klub              | M  | Pkt. |
| ---- | ----------------- | -- | ---- |
| 1    | Olimpia Olsztynek | 26 |      |

- Olimpia Olsztynek awansowała do III ligi

## OZPN Elbląg

### Klasa okręgowa
| Poz. | Klub                       | Pkt. | Bramki |
| ---- | -------------------------- | ---- | ------ |
| 1    | Powiśle Dzierzgoń          |      |        |
| ?    | Barkas Tolkmicko           |      |        |
| ?    | Żuławy Nowy Dwór Gdański   |      |        |
| ?    | Relax Ryjewo (b)           |      |        |
| ?    | Jurand Lasowice            |      |        |
| ?    | Błękitni Orneta            |      |        |
| ?    | Unia Susz (b)              |      |        |
| ?    | Zatoka Braniewo            |      |        |
| ?    | Pomezania II Malbork (b)   |      |        |
| ?    | Pogoń Prabuty              |      |        |
| ?    | Zalew Frombork             |      |        |
| ?    | Powiśle Czernin            |      |        |
| ?    | Pomowiec Gronowo Elbląskie |      |        |
| ?    | Polonia Pasłęk (b)         |      |        |

- Powiśle Dzierzgoń awansowało do III ligi

### Klasa A
- grupa I - awans: Olimpia Sztum, Błękitni Stare Pole
- grupa II - awans: Spójnia Sadlinki, Rodło II Kwidzyn